# سويسليكس

شعار بنك HSBC

سويسليكس أو سويس ليكس (بالفرنسية: SwissLeaks) هو الاسم الذي أطلق على عملية نشر واسعة من قبل عدة وسائل إعلام عالمية في فبراير 2015 تختص بالتهرب الضريبي وتبيض الأموال الذي قام به البنك البريطاني إتش إس بي سي ابتداء من سويسرا. الاسم تم إنشاؤه تماثلا لويكيليكس.

هذه الحملة هي مواصلة وتوسع في قضية المتهربين من الضرائب الذي أعلن عنها عالم الحاسوب الفرنسي الإيطالي إرفي فالسياني، الذي يتم تتبعه قضائيا في سويسرا بتهمة سرقة معلومات.

في فبراير 2014، جريدة لوموند الفرنسية تتلقى مفتاح USB يحتوي الأرشيف الرقمي للبنك السويسري بين نوفمبر 2006 ومارس 2007 وبدأت بتحقيق لمدة سنة كاملة استخدمت فيه 154 صحفيا من 47 دولة ومن حوالي 60 وسيلة إعلام عالمية، يتم التنسيق بينهم عبر الاتحاد الدولي للصحافة الاستقصائية (ICIJ) وهو اتحاد للصحافة الاستقصائية. في سويسرا، صحف لوطون، لو ماتان، تاغس أنتسايغر، صونتاغز زايتونغ وكذلك ليبدو قرروا المشاركة في العملية، وأنشأوا موقع swissleaks.net. قد شملت العديد من الرؤساء والشخصيات السياسية والمشاهير في عالم الفن والرياضة، هذا بالإضافة إلى بعض رجال المال والاعمال وزعماء عصابات إمبراطورية المخدرات العالمية وأشخاص متورطين في أنشطة الجريمة المنظمة كالمافيا وبعض أباطرة تجارة السلاح، المتورطين في دعم واثارة بعض النزعات والحروب الأهلية في العديد من دول العالم.

## الكشف عن المحتوى
حسب الصحفيين، بين نوفمبر 2006 ومارس 2007، أكثر من 180 مليار يورو دخلوا إلى جينيف، وذلك إلى 000 100 حريف و000 20 شركة خارجية تتعلق ب188 دولة مختلفة. رؤساء دول وشخصيات إعلامية في عالم الأعمال والسياسة وكذلك فنانين ولكن أيضا ممولي الإرهاب وتجار مخدرات وأسلحة موجودون على لائحة الحرفاء.

### معلومات تخص بلجيكا
لحرفائها البلجيكيين، أخفى البنك في سنة أكثر من 6.2 مليار يورو في ملاذات ضريبية. من الحلفاء المعروفين يوجد خاسة حوالي 500 تاجر ألماس من مدينة أنتويرب.

### معلومات تخص فرنسا
لحرفائها الفرنسيين فقط، أخفى البنك أكثر من 5.7 مليار يورو في سنة فقط في عدة ملاذات ضريبية، عادة في بنما والجزر العذراء البريطانية. حوالي 000 3 حريف فرنسي معني بالأمر، ولكن الصحفيين قرروا نشر أسماء أولئك الذين "كان تهربهم الأكبر والأكثر أهمية ولكن أيضا الحرفاء الذين مناصبهم أو عملهم الضريبي يعطي المثل على الواجب.

حسب تحليل المعلومات في مدة السنة المذكورة، وبمبلغ 12.5 مليار يورو، تحتل فرنسا المرتبة الخامسة من 188 دولة حسب مجموع أموال الحرفاء، وراء سويسرا (31.2 مليار يورو)، بريطانيا (21.7 مليار يورو)، فنزويلا (14.8 مليار يورو)، والولايات المتحدة (13.4 مليار يورو). ولكن فرنسا تقع في المرتبة الثانية حسب عدد الحرفاء وهو 187 9 وراء سويسرا 235 11 مع معدل متوسط 1.36 مليون دولار لكل حريف.

بين 1988 و2007، 490 13 حساب بنكي تم فتحه، ينتمون إلى 545 8 حريف، وكان أكبر مبلغ لدى أحد الحرفاء هو 556.9 مليون دولار. فقط 0.2% من الحسابات تم إعلانها لإدارة الضرائب من قبل حاميلي الحسابات.

### معلومات تخص المغرب
حسب نفس تحليل المعلومات من المركز، المغرب، مع 1.6 مليار دولار، تحتل المركز 37 بين الدول حسب مجموع أموال الحرفاء في البنك. وتقع في المرتبة 23 حسب عدد الحرفاء وهو 068 1 مع معدل متوسط ب1.5 مليون دولار لكل حريف. وكان أكبر مبلغ لدى أحد الحرفاء هو 74.1 مليون دولار.

حسب القانون المغربي، يكون غير شرعي لأي مغربي يقيم في المغرب أن يملك حساب بنكي خارج المغرب. المعلومات تحتوي على حسابات بنكية للعائلة المالكة المغربية في هذا البنك، من بينهم الأمير مولاي رشيد والأميرة للا مريم والملك محمد السادس لديهم حسابات في هذا البنك، يعملون لحد الآن، أين أعلى مبلغ لدى هذه العائلة في هذا البنك هو 9.1 مليون دولار. وكذلك فؤاد الفيلالي وهو الزوج الأسبق لللا مريم والرئيس المدير العام السابق للشركة الملكية القابضة الشركة الوطنية للاستثمار، أين أمواله تتجاوز 16 مليون دولار. ويوجد كذلك سيرج بيرديغو وزير السياحة وسفير للملكة سابقا، لديه في حسابه 7.3مليون دولار في 2006.

## بعض الشخصيات

### سياسيين
- عبد الله الثاني، ملك الأردن.
- أيمري دو مونتاسكيو، سياسي فرنسي.
- بندر بن سلطان، دبلوماسي سعودي.
- سيرج بيرديغو، سياسي مغربي.
- سعيد علي كوباش، سياسي فرنسي.
- هادي الجيلاني، سياسي تونسي.
- جورج فريم، سياسي لبناني.
- هوراسيو كارتس، رئيس الباراغواي.
- حمد بن خليفة آل ثاني، أمير قطر.
- جان شارل مارشياني، سياسي فرنسي.
- مايكل كانت، أمير بريطاني.
- منصف الماطري، سياسي ورجل أعمال تونسي.
- للا مريم، أميرة مغربية.
- محمد السادس، ملك المغرب.
- إلياس المر، سياسي لبناني.
- جونسون موتاما، سياسي كيني.
- ألفارو نوبوا، سياسي من الإكوادور.
- رشيد بن الحسن، أمير مغربي.
- رشيد محمد رشيد، سياسي ورجل أعمال مصري.
- قابوس بن سعيد، سلطان سلطنة عمان.
- سلمان بن حمد آل خليفة، سياسي بحريني.

### رجال أعمال
- فلاديمير ألكسندروفيتش أنتونوف، رجل أعمال روسي.
- فلافيو برياتور، رجل أعمال إيطالي.
- جاك ديسانج، رجل أعمال فرنسي.
- أندريه غلفي، رجل أعمال فرنسي من أصل مغربي.
- رامي مخلوف، رجل أعمال سوري.
- كورين مينتزيلوبولوس، امرأة أعمال فرنسية من أصل يوناني.
- جان إيف أوليفييه، رجل أعمال فرنسي.
- كيري باكير، رجل أعمال وإعلامي أسترالي.
- نينا ريتشي، امرأة أعمال فرنسية من أصل إيطالي.
- إدموند صفرا، رجل أعمال برازيلي من أصل لبناني.
- مارغولان سايسمباييف، رجل أعمال كازاخستاني.
- إدوارد ستارن، رجل أعمال فرنسي.
- أندريه تارالو، رجل أعمال فرنسي.
- بلحسن الطرابلسي، رجل أعمال تونسي.
- لاس وكسنر، رجل أعمال أمريكي.
- لي شياولين، امرأة أعمال صينية.

### رياضيين
- فرناندو ألونسو، سائق فورمولا 1.
- كريستوف دوغاري، لاعب كرة قدم.
- دييغو فورلان، لاعب كرة قدم.
- هيكي كوفالاينين، سائق فورمولا 1.
- فالنتينو روسي، سائق دراجات نارية.
- مارات سافين، لاعب كرة مضرب.
- بارادورن سرايشافان، كاعب كرة مضرب.

### فنانين
- ليزا أزويلوس، مخرجة فرنسية.
- جوان كولينس، ممثلة بريطانية.
- فيل كولنز، موسيقي بريطاني.
- جاد المالح، ممثل وكوميدي فرنسي.
- سيدريك كلابيش، مخرج فرنسي.
- فيليب لافيل، مغني فرنسي.
- كريستين سلاتر، ممثل أمريكي.

### موضة
- ديان فون فورستنبيرغ، مصممة أزياء.
- فالنتينو غارافاني، مصمم أزياء.
- إيل ماكفيرسون، عارضة أزياء.
- هلموت نيوتن، مصور.

### رجال دين
- كاريكين الثاني، رجل دين كاثوليكي.

## حسابات العرب
يشكل العرب أكبر قاعدة عملاء في البنك 
1. لبنان في المركز الحادي عشر بـ2998 عميل
2. المملكة العربية السعودية في المركز التاسع عشر بـ1504 عميل
3. الإمارات في المركز الثاني والعشرين عالميًا بـ1126 عميل
4. المملكة المغربية بـ1068 عميل
5. مصر في المرتبة الثامنة والعشرين بـ700 عميل
6. سوريا في المركز التاسع والعشرين بـ690 عميل
7. الأردن في المرتبة الثلاثين بـ679 عميل.

## عواقب قضائية وسياسية

### تونس
في 11 فبراير 2015، فتحت النيابة العامة في تونس العاصمة تحقيقا في تبييض الأموال. من بين ال256 حريف الذين يملكون 679 حسابا في بنك HSBC يوجد بلحسن الطرابلسي أخ ليلى بن علي زوجة الرئيس السابق زين العابدين بن علي، وكذلك المحامي سمير عبدلي، ورجل الأعمال طارق بوشماوي، شقيق سيدة الأعمال وداد بوشماوي ورئيسة الاتحاد التونسي للصناعة والتجارة والصناعات التقليدية أهم نقابة للأعراف في تونس. ما عدا وجود استثناء القانون التونسي يمنع التونسيين الغير مقيمين في الخارج بامتلاك حسابات بنكية خارج البلاد.

### بلجيكا
في نوفمبر 2014، الفرع السويسري للبنك اتهم في بلجيكا «بالتهرب الضريبي الخطير والمنظم، منظمة إجرامية وعمل غير شرعي للمهنة المالية الوسيطة»، لأن البنك لا يملك ارخصة في العمل في بلجيكا.

في ديسمبر 2014، القاضي المهتم بالتحقيق يرسل إلى سويسرا لجنة إنابة قضائية ويتصل مع البنك. القضاء السويسري لم يتعامل مع اللجنة والبنك يرفض إعطاء المعلومات المطلوبة. النيابة أرادت القيام بمذكرة توقيف دولية ضد مدير البنك في سويسرا وسابقه.

### الولايات المتحدة
وكيلة وزارة العدل الأمريكية لوريتا لينش، المعينة لتكون وزيرة العدل الأمريكية الاحقة، تعلن في رسالة مكتوبة لمجلس الشيوخ أن البنك HSBC ليس في حصانة من التتبعات القضائية الأمريكية، على الرغم من التسوية التي تم التوصل إليها في ديسمبر 2012 بين السلطات والبنك، الذي كان عليه أن يدفع 1.9 مليار دولار ليفر من تتبعات تبييض الأموال والمخدرات. حسب لينش، فإن هذا الاتفاق لا يقدم «أي حماية من التتبعات» المقامة على أعمال أخرى.

### فرنسا
في 12 فبراير 2015، إرفي فالسياني يتهم وزيرة العدل السابقة ميشال آليو ماري بدورها أثناء قضية المتهربين من الضرائب وقيامها بتغطية الحدث وإخفائه وقال «عندما نريد مسح الدلائل ونكون أنذاك وزيرا للعدل، هذا مشفق ومثير. نرسل الحقائق إلى سويسرا، هذا هو الذي يجب قوله». حسب قوله، الوزيرة السابقة أرادت إنهاء القضية بإرسال القاضي إريك دو مونغولفييه إلى سويسرا ليكي يعطيهم الوثائق المطلوبة للقضاء. 

فتح القضاء في باريس تحقيقا في الأمر.

### بريطانيا
في 9 فبراير 2015، النواب البريطانيون يقررون فتح تحقيق في لجنة الحسابات العامة لأعمال البنك HSBC، أين يقع مقره في لندن. حقسب صحيفة الغارديان، فإن حزب المحافظين تلقى 5 مليون جنيه إسترليني، من قبل عملاء البنك، وكذلك حزب العمال الذي تلقي منه 000 500 جنيه إسترليني نقدا وهدايا. وكذلك قرضا ب2 مليون جنيه إسترليني. هذه المعلومات وضعت حكومة ديفيد كاميرون في وضعية صعبة، وكان من قبل قد نقد بسبب تسمية ستيفن غرين، مدير سابق لHSBC كوزير للتجارة والتنمية.

في 11 فبراير، لجنة التمويل العام لمجلس العموم، يستمع إلى أيتش أم رفنيو أند كوستومز، وهو الجهاز الضريبي المكلف بتلقي الضرائب والرسومات. حيث ان جهاز الضرائب البريطاني فشل في تتبع HSBC بعد تلقيه في 2010 من نظيره الفرنسي قائمة ب000 6 بريطاني مشتبه في تهربهم من الضرائب. في 2012، أهد موظفي جهاز الضرائب يخرج من عمله وينظم لبنك HSBC. بينما في فرنسا، تدخل الدولة سمح بتغطية 1.2 مليار يورو في قضية المتهربين من الضرائب. فقط 135 مليون جنيه إسترليني تم إسترجاعهم من قبل وزارة المالية البريطانية بعد عدة اتفاقات مع المتهربين.

## روابط خارجية
- موقع سويسليكس.